# Mary Meerson
Pour l’article homonyme, voir Meerson.
Mary Meerson (née Marie Popoff à Sofia en Bulgarie le 12 novembre 1902 et morte à Paris 14e le 19 juillet 1993) est une danseuse française d'origine bulgare.

## Biographie
Dans les années 1930 elle fut très connectée au milieu artistique parisien, où elle côtoyait régulièrement Picasso, Braque, Léger. D'abord épouse du décorateur Lazare Meerson (mort en 1938), elle fut de 1940 à 1977 la compagne et collaboratrice d'Henri Langlois, fondateur et directeur de la Cinémathèque française.  
Son apport à la Cinémathèque a été considérable : du vivant d'Henri Langlois, elle fut responsable par son influence de la moitié du stock de films que renfermait la Cinémathèque. Elle possédait des toiles de Picasso qu'elle revendit tout au long de sa vie pour financer la Cinémathèque, dont elle assurait le fonctionnement grâce à un large réseau de relations dans le monde entier. 
Personnage extravagant, et colérique, elle parlait le russe, le bulgare, le français, l'anglais, l'italien, l'allemand, le yiddish, le chinois mandarin et le sanskrit.